# Laihia
Laihia este o comună din Finlanda.